# Fastlane (2021)
Fastlane (2021) — шестое по счёту шоу Fastlane, PPV-шоу производства американского рестлинг-промоушна WWE. Оно состоялось 21 марта 2021 года на Тропикана-филд в Сент-Питерсберге, Флорида, и включает в себя виртуальный просмотр фанатов WWE под названием ThunderDome.

## Производство

### Предыстория
Fastlane — pay-per-view (PPV) транслируемая на WWE Network, впервые выпущенное WWE в 2015 году. Название шоу является отсылкой к его положению на «Дороге к Рестлмании», проходящей в двухмесячный период между Королевской Битвой и флагманским шоу от WWE; Первые два шоу Fastlane были проведены в феврале, а затем перенесены на март. Fastlane проводился ежегодно до 2020 года, но позже был удален из графика, чтобы позволить WWE провести в этом году pay-per-view Super ShowDown, но в 2021 году Fastlane вернулся и станет, шестым событием в своей хронологии, в нём примут участие рестлеры из брендов Raw и SmackDown.
25 января 2021 года WWE объявила, что WWE Network будет распространяться исключительно компанией Peacock в США в рамках нового соглашения с NBCUniversal, которая транслирует понедельничное Raw и NXT на USA Network. 18 марта WWE Network стала премиальным каналом под управлением Peacock, причем премиум-подписчики сервиса получали доступ к WWE Network без каких-либо дополнительных затрат. В результате Fastlane станет первым платным каналом WWE Network на канале Peacock. После короткого переходного периода автономная версия WWE Network в США закроется 4 апреля, после чего он будет доступен только через Peacock, что, в свою очередь, также делает Fastlane самым последним шоу, которое будет транслироваться в автономной американской версии WWE Network перед её закрытием. Это не влияет на другие страны, которые поддерживают отдельный сетевой сервис WWE, распространяемый WWE.

#### Последствия пандемии COVID-19
В результате пандемии COVID-19 WWE представляла большую часть своих шоу из Подготовительного центра WWE в Орландо, штат Флорида, с середины марта без присутствия фанатов, хотя в конце мая промоушен начал использовать стажеров Подготовительного центра в качестве живой аудитории, которая в середине июня была дополнительно расширена до друзей и членов семьи рестлеров. 17 августа WWE объявила, что в «обозримом будущем» все будущие еженедельники и PPV будут проходить в Amway Center, более крупном месте, также расположенном в Орландо, начиная с эпизода SmackDown 21 августа. Кроме того, шоу теперь имеют новый опыт просмотра фанатов под названием «ThunderDome», который использует дроны, лазеры, пиротехнику, дым и проекции. Около тысячи светодиодных досок были установлены в центре Amway, чтобы болельщики могли практически бесплатно посещать мероприятия и быть замеченными на рядах и рядах светодиодных досок. Звук арены также смешивается с звуком виртуальных болельщиков, так что можно услышать крики болельщиков. Первоначальное соглашение WWE с Amway Center истекло 31 октября, но с возможностью продления контракта с уведомлением за две недели. 12 октября PWInsider сообщил, что контракт был продлен, при этом Fightful раскрыл дату истечения срока действия изменённого контракта до 24 ноября. Поскольку WWE переезжает ThunderDome на Tropicana Field в Санкт-Петербург, Флорида, начиная с эпизода «SmackDown» от 11 декабря. Переезд был сделан в связи с началом сезона НБА 2020-21, поскольку Amway Center является домашней ареной Орландо Мэджик.

### Сюжетные линии
Поединки происходили из сценарных сюжетных линий, где рестлеры изображали героев, злодеев или менее различимых персонажей в сценарных линих, которые создавали напряжение и завершались реслинг матчей или серией матчей. Результаты были предопределены сценаристами WWE на бренды Raw и SmackDown, как и сюжетные линии созданные на еженедельных телевизионных шоу WWE, Monday Night Raw и Friday Night SmackDown.

#### Роман Рейнс (с Полом Хейманом) против Дэниела Брайана
На Elimination Chamber Дэниел Брайан выиграв Elimination Chamber матч от бренда SmackDown, принеся ему немедленный матч за Вселенское Чемпионство против Романа Рейнса, где быстро победил Брайана, сохранив титул. После матча появился победитель мужской Королевской Битвы Эдж и выполнив Гарпун на Рейнсе, указывая на свой выбор бросить вызов Рейнсу за Вселенское Чемпионство на Рестлмании 37. На следующем выпуске SmackDown Рейнс в сопровождении своего специального советника Пола Хеймана и кузена Джея Усо заявил, что Эдж испортил его победу над Брайаном, который прервал его. Брайан издевается над Рейнсом за то, что тот защищал свой чемпионский титул против него сразу после победы на Elimination Chamber, и недоумевал, почему Рейнс хотел защитить титул во втором матче шоу, а не в главном. Затем Брайан вызвал Рейнса на очередной матч за Чемпионство на Фастлейне. Но вмешался Джей и заявил, что Брайан проиграл и должен будет заработать ещё одну возможность, как и все остальные, а затем вызвал Брайана на матч. За кулисами Эдж столкнулся с официальным представителем WWE Адамом Пирсом и высказал сомнение в том, что Брайан может получить титульный выстрел раньше него, даже несмотря на то, что он выиграл Royal Rumble матч, в котором также участвовал Брайан. Пирс решил, что Брайан получит тайтл-щот за Вселенское Чемпионство на Фастлейне только в том случае, если он сможет победить Джея в их матче этой ночью. Однако, в главном событии, матч Брайана и Джея закончился двойным отсчетом. Матч-реванш на следующей неделе был назначен матчем в стальной клетки, где, если Брайан победит, он получит титульный матч, но если Джей победит, Брайан должен будет признать Рейнса Вождем Племени и Главой стола; Брайан победил Джея, выиграв тайтл-щот за Вселенское Чемпионство против Рейнса на Fastlane. После официального подписания контракта на матч на эпизоде 12 марта, между Эджем и Джеем был запланирован матч на следующую неделю, чтобы определить, кто будет специальным рефери во время матча за чемпионство, который выиграл Эдж.

#### Биг И против Аполло Крюс
В январе после неудачи с Биг И в матче за Интерконтинентальное Чемпионство Аполло Крюс хиллтернулся и начал принимать свои королевские нигерийские корни, в том числе говорить с нигерийским акцентом. На эпизоде SmackDown от 19 февраля, после проигрыша Крюса против Синсукэ Накамуры, где Биг И был комментатором, после матча Крюс атаковал Накамуру. Биг И помог Накамуре, однако Крюс атаковал Биг И стальными ступенями, выведя его из строя на пару недель. 12 марта Биг И вернулся на эпизоде SmackDown и вызвал Крюса, который не ответил. Затем Биг И объявил об открытом вызове за Интерконтинентальное Чемпионство, где он сохранил титул против Сами Зайна. После матча Крюс ослепили Биг И и снова атаковал его стальными ступенями. Впоследствии Биг И должен будет защищать Интерконтинентальное Чемпионство против Аполло Крюса на Fastlane.

#### Дрю Макинтаир против Шеймуса
На эпизоде Raw от 1 февраля Шеймус набросился на своего друга Дрю Макинтайра, заявив, что он больше не его друг и хочет выиграть Чемпионство WWE. Позже тем же вечером Макинтайр принял вызов Шеймуса на поединок один на один. Затем Макинтайр должен был защитить титул в Elimination Chamber матче от бренда Raw одноименного шоу, в котором Шеймус также принимал участие; Макинтайр сохранил чемпионство, но затем проиграл его Мизу, который использовал контракт Money in the Bank после того, как на Макинтайра напал Бобби Лэшли. Макинтайр вернулся в эпизод Raw 1 марта, где он, наконец, столкнулся с Шеймусом в их обещанном матче один на один, который Макинтайр выиграл. Матч-реванш на следующей неделе был оспорен как матч Без дисквалификации, однако он закончился остановкой рефери. Ещё один матч между ними запланирован на Fastlane как матч без ограничений.

#### Алекса Блисс против Рэнди Ортона
На TLC: Tables, Ladders & Chairs в декабре 2020 года Рэнди Ортон победил «Изверга» Брэя Уайатта в Firefly Inferno матче. После матча Ортон облил безжизненное тело Изверга бензином и поджег. После этого инцидента Алекса Блисс, которая присоединилась к Извергу месяцами ранее, начала преследовать Ортона еженедельно, в том числе заставляя проигрывать его по несколько матчей. На эпизоде Raw от 15 марта Блисс бросила вызов Ортону в межгендернном матче матч на Fastlane, и Ортон принял его в надежде избавить Блисс от своей жизни.

#### Ридлл против Мустафа Али
На Elimination Chamber Риддл выиграл Чемпионство Соединенных Штатов. На эпизоде Raw от 1 марта Мустафа Али из Retribution победил Риддла в матче без титула на кону. Затем Али получил матч за чемпионата Соединенных Штатов против Риддла в эпизоде 15 марта, где Риддл остался. После шоу Али бросил вызов Риддлу на ещё один титульный матч в Твиттере, где запланирован на Fastlane.

## Результаты
| 1P                                                   | Риддл (с) победил Мустафу Али (с Булавой, Расплатой, Слэпджеком и Т-Баром)                | Титульный матч за Чемпионство Соединенных Штатов                      | 9:16  | 3.25 звезды | 5.33                                          |
| 2                                                    | Ная Джакс и Шейна Басзлер (с) (вместе с Реджинальдом) победили Бьянку Белэйр и Сашу Бэнкс | Титульный матч за Командное чемпионство WWE среди женщин              | 9:45  | 2.25 звезды | 4.27                                          |
| 3                                                    | Биг И победил Аполло Крюса                                                                | Титульный матч за Интерконтинентальное Чемпионство                    | 5:45  | 1.25 звезды | 3.38                                          |
| 4                                                    | Браун Строуман победил Элайаса (вместе с Джексоном Райкером)                              | Одиночный матч                                                        | 3:50  | 1 звезда    | не оценен так как поединок шел меньше 5 минут |
| 5                                                    | Сет Роллинс победил Синсукэ Накамуру                                                      | Одиночный матч                                                        | 12:55 | 3.25 звезды | 6.97                                          |
| 6                                                    | Дрю Макинтайр победил Шеймуса                                                             | Матч без ограничений                                                  | 19:40 | 4.25 звезды | 8.06                                          |
| 7                                                    | Алекса Блисс победила Рэнди Ортона                                                        | Межгендерный матч                                                     | 4:45  | Без оценки  | не оценен так как поединок шел меньше 5 минут |
| 8                                                    | Роман Рейнс (с Полом Хейманом) победил Дэниела Брайана                                    | Титульный матч за Вселенское Чемпионство Со специальным судьей Эджем. | 30:00 | 4.5 звезды  | 8.36                                          |
| (с) — чемпион на момент поединка P — матч на пре-шоу |                                                                                           |                                                                       |       |             |                                               |

## Заметки
1. ↑  Мероприятие проходило без зрителей из-за пандемии COVID-19 в Соединенных Штатах, в нем участвовала живая толпа виртуальных фанатов через просмотр ThunderDome .